# Rund um den Henninger-Turm 1975
Il Rund um den Henninger-Turm 1975, quattordicesima edizione della corsa, si svolse il 1º maggio su un percorso di 228 km, con partenza e arrivo a Francoforte sul Meno. Fu vinto dall'olandese Roy Schuiten della squadra Ti-Raleigh davanti ai belgi Frans Verbeeck e Walter Godefroot.

## Ordine d'arrivo (Top 10)
| Pos. | Corridore         | Squadra                        | Tempo    |
| ---- | ----------------- | ------------------------------ | -------- |
| 1    | Roy Schuiten      | Ti-Raleigh                     | 5h42'20" |
| 2    | Frans Verbeeck    | Maes Pils-Watney               | a 40"    |
| 3    | Walter Godefroot  | Carpenter-Confortluxe-Flandria | s.t.     |
| 4    | Freddy Maertens   | Carpenter-Confortluxe-Flandria | s.t.     |
| 5    | Marc Demeyer      | Carpenter-Confortluxe-Flandria | s.t.     |
| 6    | André Dierickx    | Rokado                         | s.t.     |
| 7    | Eddy Merckx       | Molteni-Campagnolo             | s.t.     |
| 8    | Ronald De Witte   | Carpenter-Confortluxe-Flandria | s.t.     |
| 9    | Walter Planckaert | Maes Pils-Watney               | s.t.     |
| 10   | Ludo Van Staeyen  | Maes Pils-Watney               | s.t.     |